# رحل

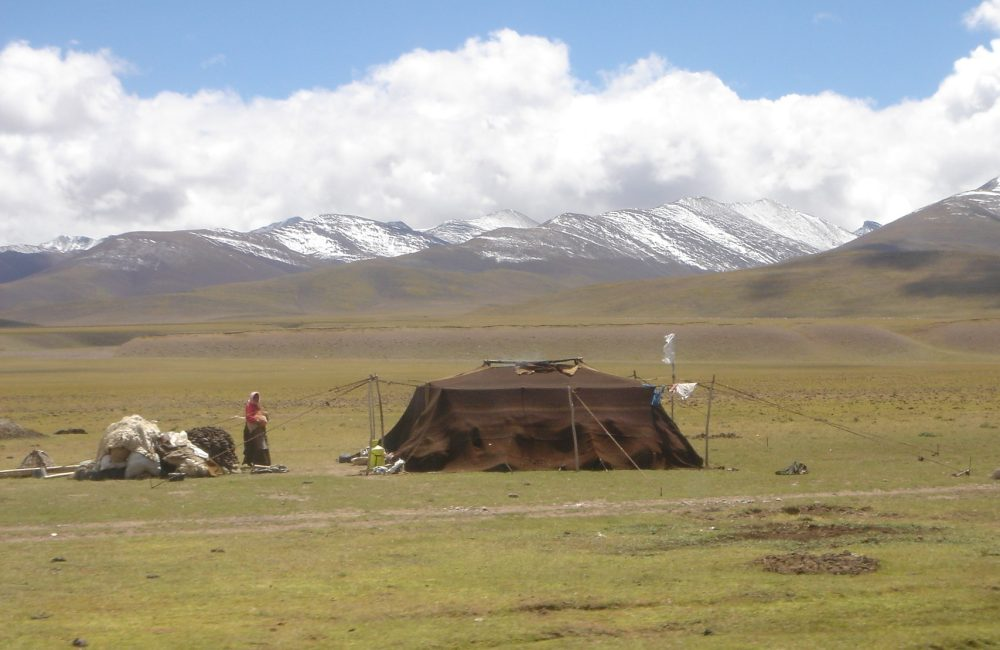
رعاة رحل في التبت

الرُّحّل لفظ يطلق بصورة عامة على المجموعات البشرية التي يعتمد نمط معيشتها على الترحال والتنقل بدلاً من العيش في القرى والمدن.
ويصنف الرحل إلى عدة أنواع من الناحية الاقتصادية (مثل الرعاة الرحل)، ويصنفون إلى عدة أنواع من حيث طريقة تنقلهم. ويعتبر الاعراب والجيرمان والأكراد والتركمان و الشركس مثالاً على الرعاة الرحّل.
وهناك رحل يعيشون على صيد البر مثل الكثير من قبائل الهنود الحمر في أمريكا قبل استيطانها الحديث. ورحل يعتمدون صيد البحر كقبائل الأسكيمو.
الرُحل في المغرب جزء لا يتجزأ من النسيج المجتمعي المتنوع، غير أن أعدادهم تتناقص مع مرور السنوات لأسباب عدة تتعلق بتطورات الحياة، لكن الباقين منهم يكابدون صعوبات حياتية واقتصادية جراء الجفاف وقلة الماء ونمط العيش الخاص بهذه الفئة البشرية.
وفي خضم غياب أرقام جديدة رسمية فإن معطيات المندوبية السامية للتخطيط، وهي مؤسسة رسمي تعنى بالإحصاءات، تفيد بأن عدد الرُحل عام 2014، سنة الإحصاء العام الأخير، هو 25.274 شخصاً، بينما كان العدد في إحصاء 2004 باعتبار أنه يتم كل 10 سنوات، يناهز 65 ألف شخص.
ووفق المعطيات الرسمية المذكورة فإن الغالبية الساحقة (95 في المئة) من الرُحل في المغرب يوجدون في مناطق شرق البلاد وجنوبها، لا سيما في جهات سوس ودعة وكلميم والعيون والصحراء جنوباً.
وتكشف إحصاءات مندوبية التخطيط عن أرقام تهم توزيع الرُحل بحسب الأسر والفئة السنيّة، فمن جهة العائلات فإن 8.32 في المئة من عائلات الرُحل تتكون من ثمانية أشخاص، و6.10 في المئة من هذه الأسر تتشكل من أربعة أشخاص و2.68 في المئة من خمسة أشخاص وأكثر، و1.8 في المئة من ثلاثة أشخاص، و1.7 في المئة من شخصين و1.6 في المئة من شخص واحد فقط.